# ねじめ正一
ねじめ 正一（ねじめ しょういち、1948年6月16日 - ）は、日本の詩人、小説家。本名は禰寝 正一（読みは同じ）。東京都杉並区生まれ。杉並区立杉並第四小学校、杉並区立高円寺中学校、日本大学第二高等学校卒業。青山学院大学経済学部中退。俳人としての俳号は、エンジン。
父は俳人のねじめ正也。長男は俳優のねじめ宗吾（ねじめ そうご、本名：禰寝宗吾）。長女は脚本家のねじめ彩木（ねじめ さえき）。

## 人物
高円寺北口商店街の乾物屋の長男として生まれる。1966年に乾物屋が廃業し、父正也が美術・骨董を趣味としていたことから民芸店「ねじめ民芸店」を開店する。1972年に区画整理による立ち退きに遭い、阿佐ヶ谷・パール商店街に移転。2019年8月閉店。
中学時代に担任の薦めで詩を書き始める。同じようにして詩を始めた同級生が、後に作詞家となる門谷憲二だった。日本文学学校で鈴木志郎康に学び、実験的で暴力性の高い詩を発表する詩人としてデビュー。朗読パフォーマンスなども積極的に行う。高橋敏夫や絓秀実らとともに『季刊 現代批評』編集発行人。自身の少年期の経験をもとにした『高円寺純情商店街』をはじめ、小説・エッセイの著書も多い。TBS番組審議会委員などを歴任。
杉並区立高円寺中学校時代には野球部に入り練習に明け暮れ、かつては草野球チーム「ファウルズ」に所属し、年間数十試合をこなしたほどの野球好きで知られる。また、熱狂的な長嶋茂雄、巨人ファンとしても有名である。2007年頃からは落合博満のファンであると公言。きっかけは、第2次長嶋政権下の巨人時代に落合が移籍してきた際の「長嶋監督を胴上げするためにやってきました」のひとことを聞き、顔を見ているうちに、ねじめ自身と落合が重なるような気がしてきたことなどが理由で、魅力を感じたからだという。
また、2004年に落合が中日ドラゴンズの監督に就任してからは、他球団もバランスよく試合を見るようになったと同時に、2002年オフにニューヨーク・ヤンキースへ移籍した松井秀喜の代わりの選手を育成しようとせず、ヤクルトスワローズから安易にロベルト・ペタジーニを獲得した巨人のやり方を疑問視し、自然と自分の好きな巨人を厳しい目で見るようになったという。

## 経歴
- 1981年 - 詩集『ふ』により、第31回H氏賞を受賞。
- 1989年 - 『高円寺純情商店街』により、第101回直木賞を受賞。
- 1994年 - 『ひゃくえんだま』により、第4回けんぶち絵本の里大賞びばからす賞を受賞。
- 1997年 - 詩のボクシング初代チャンピオン。
- 1998年 - 課外授業ようこそ先輩に出演。
- 1999年 - 第12回日本メガネベストドレッサー賞（文化界部門）を受賞。
- 2001年 - NHK人間講座で「言葉の力・詩の力」を担当。
- 2004年 - 『まいごのことり』により、第15回ひろすけ童話賞を受賞。
- 2008年 - 『荒地』の詩人たち、田村隆一・北村太郎・鮎川信夫を描いた『荒地の恋』で中央公論文芸賞を受賞。
- 2009年 - 『商人（あきんど）』により、第3回舟橋聖一文学賞を受賞。

## 作品リスト

### 小説
- 『高円寺純情商店街』新潮社、1989、のち文庫。主に乾物屋を営んでいた実家のエピソード描いたもので、後に教科書にも掲載された(1994年 光村図書　中学校国語2年にて「六月の蠅取り紙」が取り上げられる)。
- 『高円寺純情商店街-本日開店』新潮社、1990　のち文庫
- 『恋愛さがし』講談社 1991　のち文庫
- 『恋愛伝説1997』集英社 1991  「香港ラプソディ」文庫
- 『かなしい恋愛』文藝春秋 1991　のち文庫
- 『そこまでやらなくてもいいのに物語』角川書店 1991 「熱血じじいが行く」文庫
- 『赤チンの町』新潮社 1993　のち文庫
- 『おしっこと神様』文藝春秋 1993  「鳩を飛ばす日」文庫
- 『昼間のパパと夜明けの息子』日本経済新聞社 1994
- 『こちら駅前探偵局』読売新聞社 1995　のち光文社文庫
- 『熊谷突撃商店』文藝春秋 1996　のち文庫。当時、実家の高円寺商店街にいた洋服屋の女主人・熊谷清子を主人公にした小説で、少年ねじめ正一が心ときめかしていた清子の人生の物語。清子は女優熊谷真実・松田美由紀の母である。清子が亡くなった後に実の娘熊谷真実の一人芝居として舞台化された。
- 『風の棲む町』日本放送出版協会 1996 「青春ぐんぐん書店」新潮文庫
- 『アーケード殺人事件 こちら駅前探偵局』光文社 1997　「こちら子連れ探偵局」文庫
- 『高円寺純情商店街 哀惜篇』新潮社 1998
- 『熊谷キヨ子最後の旅』文藝春秋 1999
- 『眼鏡屋直次郎』集英社 1999  のち文庫
- 『出もどり家族』光文社 2002　のち文庫
- 『焼け跡のナポレオン』文藝春秋 2002
- 『万引き変愛記』集英社 2003 「万引き天女」文庫
- 『シーボルトの眼 出島絵師川原慶賀』集英社 2004　のち文庫
- 『荒地の恋』文藝春秋 2007　のち文庫
- 『商人（あきんど）』集英社 2008　のち文庫
- 『長嶋少年』文藝春秋 2012　のち文庫
- 『認知の母にキッスされ』中央公論新社 2014
- 『ナックルな三人』文藝春秋　2017
- 『むーさんの自転車』中央公論新社　2017

### 詩集
- 『ふ』櫓人出版会、1980
- 『これからのねじめ民芸店ヒント』書肆山田 1983
- 『脳膜メンマ』弓立社、1983
- 『ねじめ正一詩集』思潮社、1985
- 『いきなり、愛の実況放送』思潮社 1985
- 『ニヒャクロクが上がらない』思潮社 1995
- 『ひとりぼっち爆弾』思潮社 2005
- 『あーちゃん ねじめ正一詩集』理論社 2006
- 『じゃりじゃり ねじめ正一さんの詩をうたう』クレヨンハウス総合文化研究所 CDブック詩集 2010
- 『猫の恋』俳句 田島征三絵 芸術新聞社 とぴか 2014
- 『みどりとなずな』俳句絵本 五味太郎共著　クレヨンハウス　2019

### エッセイ
- 『ねじめの歯ぎしり』リブロポート、1984
- 『咲いたわ咲いたわ男でござる』朝日出版社 1985
- 『長嶋茂雄デラックス』JICC出版局 1988
- 『プロ野球大放言!!』ぱる出版 1990
- 『どれみても純情』集英社文庫 1990
- 『ご近所パラダイス』読売新聞社 1990　のち新潮文庫
- 『輝け!ご近所の星』角川文庫 1991
- 『今日もトットと陽はのぼる』PHP研究所 1991
- 『新ねじめのバカ』集英社文庫 1991
- 『人呼んで純情正ちゃん』集英社文庫 1992
- 『ご近所ルネッサンス』読売新聞社 1992
- 『少年少女古典文学館 山椒太夫 ほか』講談社 1992
- 『長嶋茂雄ルネッサンス』JICC出版局 1993
- 『ご近所エンジェルス』読売新聞社 1993
- 『それでも男と暮らしたいのか』PHP研究所 1994
- 『「ことば」を生きる 私の日本語修業』講談社現代新書 1994
- 『純情ねじり鉢巻』マガジンハウス 1994
- 『ねじめの長嶋茂雄日記』東京新聞出版局 1997
- 『読むところ敵なし 言葉のボクシング』ハルキ文庫 1998
- 『二十三年介護』新潮社 2000  のち文庫
- 『言葉の力を贈りたい』日本放送出版協会 2002
- 『天使の相棒 杉浦忠と長嶋茂雄』ホーム社 2003
- 『ニッポン商人語録』青春出版社 2003
- 『老後は夫婦の壁のぼり』清流出版 2006
- 『落合博満 変人の研究』新潮社、2008
- 『ぼくらの言葉塾』岩波新書 2009
- 『我、食に本気なり』小学館 2009
- 『母と息子の老いじたく』中央公論新社 2011　「おふくろ八十六、おれ還暦」文庫
- 『そうだったのか!四字熟語』たかいよしかず絵 童心社 2014
- 『ねじめ正一の商店街本気グルメ』廣済堂新書 2015

### 児童書
- 『そうじき』飯野和好絵　鈴木出版 (たんぽぽえほんシリーズ) 1991
- 『そっくりで』尾崎真吾絵 鈴木出版(たんぽぽえほんシリーズ)　1993
- 『ひゃくえんだま』荒井良二絵 鈴木出版(たんぽぽえほんシリーズ) 1994
- 『かあさんになったあーちゃん』長野ヒデ子え 偕成社 1997
- 『そーくん』南伸坊絵 佼成出版社(きらきらジュニアライブシリーズ) 2000
- 『しゃくしゃくけむしくん』はたこうしろう絵 福音館書店創作童話シリーズ　2001
- 『ピーコポンチャン』あべ弘士絵 鈴木出版(ひまわりえほんシリーズ) 2001
- 『あいうえおにぎり 大きな声で読む詩の絵本』いとうひろし絵　偕成社 2001
- 『ぎゅうぎゅうかぞく』つちだのぶこ絵 鈴木出版(ひまわりえほんシリーズ) 2002
- 『がっこうのうた  大きな声で読む詩の絵本』いとうひろし絵 偕成社 2004
- 『そらとぶこくばん』山口マオ絵 福音館書店 2004
- 『まいごのことり』松成真理子絵 佼成出版社(おはなしドロップシリーズ)　2004
- 『さんぽうた』市居みか絵 ポプラ社(ママとパパとわたしの本) 2005
- 『どきどきうんどうかい』脚本 長谷川知子絵 童心社 ともだちだいすき 2005
- 『わがままいもうと』村上康成絵 教育画劇 2005
- 『きぜつライオン』詩 村上康成絵 教育画劇 2007
- 『あーちゃんのおにいちゃん』長野ヒデ子絵 偕成社 2008
- 『きちょうめんななまけもの』村上康成絵 教育画劇 2008
- 『ともだちキリン』村上康成絵 教育画劇 2009
- 『まんまるおつきさん』さいとうしのぶ え 偕成社 2009
- 『はなやのおばさん』大島妙子絵 童心社(絵本・こどものひろば)　2008
- 『あいうえおにぎり えほん』いとうひろし絵 偕成社 2010
- 『うがいライオン』長谷川義史絵 鈴木出版 チューリップえほんシリーズ 2010
- 『徳田さんちはおばけの一家』武田美穂絵 講談社 2010
- 『うがいライオン』長谷川義史絵 鈴木出版 大きな絵本 2012
- 『わがままくまさん』高畠那生絵 そうえん社日本のえほん 2012
- 『ぼくらのウソテレビ』武田美穂絵　くもん出版　2016
- 『ぼくのおばあちゃんはキックボクサー』山村浩二絵　くもん出版　2016
- 『ぼくのどうぶつえん』山村浩二絵 鈴木出版　2018
- 『としおくんむし』高畠那生絵　光村教育図書　2018
- 『からっぽマヨネーズ』つちだのぶこ絵　鈴木出版　2018
- 『ぞうさんうんちしょうてんがい』村上康成絵　くもん出版　2019
- 『とうさんのてじな』いぬんこ絵　鈴木出版　2020
- 『みどりバアバ』下田昌克絵　童心社　2020
- 『なつのキリンピック』北村裕花絵　鈴木出版　2021

### 共編著
- 『芸の無原理』竹中直人共著 朝日出版社 1985
- 『タイガーバーム・ガーデン』谷川晃一共編著 乙咩雅一写真 新潮文庫 1987
- 『自分流にこだわれば女心も見えてくる 微差が大差を生む「境目の法則」』末次安里共著 祥伝社ノン・ライブ 1989
- 『こいつらが日本語をダメにした』赤瀬川原平・南伸坊共著 東京書籍 1992 のちちくま文庫
- 『長嶋さんへの二〇〇通の手紙』二宮清純共編　ザ・マサダ 1998
- 『長嶋家の謎 茂雄・亜希子夫妻&一茂&三奈』長嶋家研究会共著 光文社 1999
- 『昭和少年図鑑』峰岸達共著 白泉社 1999
- 『クイズ長嶋茂雄』チームねじめ正一編著 光文社 2000
- 『明治の文学 仮名垣魯文』編 筑摩書房 2002
- 『とはいえ、熟年離婚に物申す』工藤美代子共著 メディアパル 2008
- 『私と介護』共著　新日本出版社　2016

## 作詞
- 花と一緒（平成17年度NHK全国学校音楽コンクール中学校の部課題曲。作曲は横山潤子）

## 出演番組

### テレビ
- クイズダービー（TBS系、第720回(1989年12月16日放送分)ゲスト解答者）
- たけしの頭の良くなるテレビ（TBS、レギュラー）
- 第40回NHK紅白歌合戦（NHK総合・ラジオ第1、1989年12月31日） - 審査員

### ラジオ
- 真夜中のサウンド・レター（エフエム東京）

## 関連人物
- 海江田万里 - ねじめとは杉並区立高円寺中学校野球部時代のチームメイトで[5]、親交が深い間柄でもある。